# 司美智子
司 美智子（つかさ みちこ、1946年8月26日 – ）は、日本の女優。高知県高知市出身。

## フィルモグラフィー

### 映画
| 年     | タイトル                                      | 監督       | 役名       | 備考                       |
| ------ | --------------------------------------------- | ---------- | ---------- | -------------------------- |
| 1969年 | 徳川いれずみ師 責め地獄                       | 石井輝男   | 刺青女郎F  | 司みち子名義               |
| 1970年 | 無常                                          | 実相寺昭雄 | 日野百合   |                            |
| 1970年 | 青春大全集                                    | 水川淳三   | 丹波志津子 | 脚本: ジェームス三木       |
| 1971年 | 野良猫ロック 暴走集団'71                      | 藤田敏八   | レモン     |                            |
| 1971年 | 凄い奴ら                                      | 西村潔     | 藤倉宮子   | 原作: 泉大八               |
| 1971年 | だまされて貰います                            | 坪島孝     | 高橋ナナ子 |                            |
| 1971年 | 昭和ひとけた社長対ふたけた社員                | 石田勝心   | 吉田民子   |                            |
| 1971年 | 昭和ひとけた社長対ふたけた社員 月月火水木金金 | 石田勝心   | 吉田民子   |                            |
| 1972年 | ポルノギャンブル喜劇 大穴中穴へその穴         | 渡辺祐介   | 千草       |                            |
| 1973年 | 花心中                                        | 斎藤耕一   | 受け付け   | 原作: 阿久悠、上村一夫     |
| 1973年 | 性教育ママ                                    | 加藤彰     | 幸代       | 原作: 泉大八               |
| 1973年 | 狂棲時代                                      | 白鳥信一   | 佐田路子   |                            |
| 1974年 | 御用牙 鬼の半蔵やわ肌小判                     | 井上芳夫   | 奥方       | 原作: 小池一夫、神田たけ志 |
| 1974年 | 怒れ毒蛇 目撃者を消せ                         | 井上梅次   | ミッチィ   |                            |
| 1974年 | 女房を早死させる方法                          | 児玉進     | 平岡洋子   | 原作: 石垣純二             |
| 1974年 | 宵待草                                        | 神代辰巳   | 谷川美代子 | 脚本: 長谷川和彦           |
| 1974年 | 濡れた賽ノ目                                  | 若松孝二   |            | 司美知子名義               |

### 主なテレビ出演
| 年     | タイトル                     | エピソード                              | 役名                         | 備考        |
| ------ | ---------------------------- | --------------------------------------- | ---------------------------- | ----------- |
| 1971年 | 人形佐七捕物帳               | 第22回「音羽の猫」                      | お銀                         | 1エピソード |
| 1971年 | ○○一泊旅行シリーズ           | 第7回「ソワソワ一泊旅行」               | 「こだま」の女               | 1エピソード |
| 1972年 | 荒野の素浪人                 | 第29回「潜入 反逆者の隠し砦」           |                              | 1エピソード |
| 1972年 | キイハンター                 | 第223回「幽霊たちの海底納涼大会」       |                              | 6エピソード |
| 1972年 | キイハンター                 | 第228回「女忍者対ギャング 変身大作戦!」 |                              |             |
| 1972年 | キイハンター                 | 第239回「地獄の殺人!大捜査網」          |                              |             |
| 1972年 | キイハンター                 | 第241回「喜劇!おへそ特攻隊」            |                              |             |
| 1972年 | キイハンター                 | 第247回「喰いしん坊ギャング南国道中記」 |                              |             |
| 1972年 | 人造人間キカイダー           | 第24回「魔性の女?? モモイロアルマジロ」 | モモイロアルマジロ（人間態） | 1エピソード |
| 1973年 | キイハンター                 | 第254回「それ行け!新婚珍道中」          |                              |             |
| 1973年 | プレイガール                 | 第205回「吹雪に挑む流れ医者」           | 邦江                         | 5エピソード |
| 1973年 | 若さま侍捕物手帖             | 第10回「ダイヤモンドは生命奪り」        | 小百合                       | 1エピソード |
| 1973年 | プレイガール                 | 第219回「怪談 世にも凄まじい女」        | 杏子                         |             |
| 1973年 | 狼・無頼控                   | 第12回「大江戸の鷹」                    |                              | 2エピソード |
| 1973年 | 狼・無頼控                   | 第13回「黄金の洞穴」                    |                              |             |
| 1973年 | プレイガール                 | 第245回「島育ちはだか仁義」             | 杏子                         |             |
| 1974年 | 非情のライセンス 第1シリーズ | 第50回「兇悪の陽だまり」                | 川口朱実                     | 2エピソード |
| 1974年 | アイフル大作戦               | 第9話「死を招く目のない人形」           |                              | 1エピソード |
| 1974年 | 特別機動捜査隊               | 第668回「嘘」                           | 夏                           | 1エピソード |
| 1974年 | プレイガール                 | 第283回「謎の社長怪死事件」             | さゆり                       |             |
| 1974年 | プレイガール                 | 第286回「私に触ると地獄行きよ」         |                              |             |
| 1974年 | バーディー大作戦             | 第14回「危機一髪! フーセンの寅」        |                              | 3エピソード |
| 1975年 | バーディー大作戦             | 第42回「赤い唇 おとり捜査官」           |                              |             |
| 1975年 | バーディー大作戦             | 第54回「バーディー真昼に死す」          |                              |             |
| 1975年 | プレイガールQ                | 第18回「可愛い天使は裸で消えた!!」      |                              | 1エピソード |
| 1975年 | 非情のライセンス 第2シリーズ | 第19回「兇悪の十字架」                  | 滝川江理子                   |             |

## ディスコグラフィー

### シングル
1969年
A面「あなたっていいわ」編曲: 東八郎、作詞作曲: 北木平八郎
B面「見ちゃいや 云っちゃいや 聞かないで」編曲: 東八郎、作詞作曲: 北木平八郎
1970年
A面「甘い夢のサンバ」編曲: ありたあきら、作詞: 阿見宏介、作曲: 寺田ひさし
B面「泣かせちゃいやよ」編曲: 北沢俊明、作詞: 白鳥園枝、作曲: 遠藤実
1972年
A面「	ふるさとの歌」編曲: 小谷充、作詞: 白鳥朝詠、作曲: やまだ寿夫
B面「いつの日か逢える」編曲: 小谷充、作詞: 白鳥朝詠、作曲: やまだ寿夫